# Cumopsis longipes
Cumopsis longipes är en kräftdjursart som först beskrevs av Carl August Dohrn 1869.  Cumopsis longipes ingår i släktet Cumopsis och familjen Bodotriidae. Inga underarter finns listade i Catalogue of Life.